# 諏訪敦
諏訪 敦（すわ あつし、1967年 - ）は、日本の画家。現代美術家。武蔵野美術大学造形学部油絵学科 教授。

## 来歴
1967年北海道生まれ。1994年に文化庁派遣芸術家在外研修員として2年間スペインの首都マドリードに在住し、現地でエントリーした第5回バルセロ財団主催 国際絵画コンクール にて大賞を受賞し、画家としてのキャリアをスタートさせた。
精緻な描写力を発揮して、傷つき易い身体の有限性を感じさせる写実的なヌード画で認知を広げてゆくが、帰国後の1999年に暗黒舞踏の先駆者、大野一雄と大野慶人の親子を長期取材したシリーズ作品の制作を開始。これまで取り組んでいた絵画の原点回帰としての写実絵画の追求から、取材対象の選択とプロセスそのものにウェイトを置いた制作への展開をみせている。
TVのドキュメンタリー番組や、あるいは劇場映画として紹介されたことで、たった１枚の絵画を仕上げるには過剰ともいえる、半ばプロジェクト化された制作プロセスの特異さは広く知られるようになった。
特に、2011年に NHK『日曜美術館』で放送された「記憶に辿りつく絵画～亡き人を描く画家～」への出演は一般層に及ぶ反響をよび、追って出版された作品集『どうせなにもみえない 諏訪敦絵画作品集』（求龍堂）は、美術家個人の作品集としては異例の売り上げを記録している。
豊富な取材量に裏付けられた絵画は、ときに取材対象に内在する歴史的問題を浮上させることがあり、2016年4月、NHK『ETV特集 忘れられた人々の肖像 ～画家・諏訪敦　“満州難民”を描く』ではポリティカルな一面も披露することになった。
書評や芸術批評などの文筆活動も展開しており、2020年にはアートユニット「芸術探検隊」を、猿山修、森岡督行とともに結成。芸術新潮誌上で最初の探検報告として静物画をとりあげている。

## 人物
1994年に文化庁派遣芸術家在外研修員 (2年派遣　スペイン・マドリード在住）。
東京藝術大学、東北芸術工科大学、広島市立大学などで、非常勤講師や准教授を歴任。
2013年より 2018年まで、国吉康雄作品模写プロジェクト代表（公益財団法人 福武教育文化振興財団 助成）。
2013年より 財団法人山本美香記念財団 評議員。
2015年 光村図書出版 高等学校美術教科書 平成27年度新版 『美術３』にインタヴューと図版が収録。
2018年より 武蔵野美術大学造形学部油絵学科 教授。

## 単著による出版物
- 2005年 08月 『諏訪敦 絵画作品集1995-2005』 求龍堂   ISBN 4-7630-0518-9 C0071
- 2008年 01月  Benrido collotype Atelier Fine Art Series.  「半眼」(限定300部)  便利堂
- 2011年 08月 『諏訪敦 絵画作品集 どうせなにもみえない』 求龍堂   ISBN 978-4309907574
- 2014年 05月 『Sleepers 安睡者』 Kwai Fung Hin Publishing House  ISBN 978-988-15622-7-2（日本未発売）
- 2017年 10月 『諏訪敦 絵画作品集 Blue』 青幻舎   ISBN 978-4-86152-646-6 C0071
- 2023年 01月 『諏訪敦作品集「眼窩裏の火事」 Suwa Atsushi:Fire in the Medial Orbito-Frontal Cortex』 美術出版社 ISBN 978-4568105537

## 展覧会

### 個展
- 1994年　「レスポワ－ル選抜企画展」（銀座スルガ台画廊）
- 2000年　「大野一雄・慶人」（日本橋三越本店）
- 2003年　「JAPANESE BEAUTY」(ナカジマアート)
- 2007年　「ふたたびあいまみえ　舞踏家・大野一雄」（Gallery Milieu）
- 2008年　諏訪敦絵画作品展 複眼リアリスト（佐藤美術館）
- 2011年　諏訪敦絵画作品展 ～ どうせなにもみえない ～ （諏訪市美術館）
- 2011年　諏訪敦絵画作品展 ～ 一蓮托生 ～ （成山画廊）
- 2013年　諏訪敦絵画作品展 ～ 満ち欠けをかぞえる～ （成山画廊）
- 2014年　「Sleepers 安睡者」( Kwai Fung Hin Art Gallery )
- 2015年　「美しいだけの国」展（成山画廊）
- 2016年　「HARBIN 1945 WINTER」 （成山画廊）
- 2018年　諏訪敦 絵画作品集 『 Blue 』 特装版出版記念展 （森岡書店銀座店）
- 2017年　「諏訪敦 2011年以降/未完 」 （三菱地所アルティアム）
- 2019年　「諏訪敦 個展「實非實．虚非虚」 “Solaris”」 （Kwai Fung Hin Art Gallery）
- 2022年　諏訪敦「眼窩裏の火事」 (府中市美術館)
- 2023年　「Sphinx」 (成山画廊)

### グループ展
- 1995年　第5回バルセロ財団主催 国際絵画コンクール にて大賞受賞 (スペイン)
- 1998年　日本現代作家作品展（中国・上海美術館）
- 2001年　両洋の眼展（～2009年）
- 2002年　東日本の美 山展（東京ステーションギャラリー）
- 2002年　写実～レアリスム絵画の現在展（奈良県立美術館）
- 2003年　第22回損保ジャパン美術財団選抜奨励展で秀作賞受賞（現 SOMPO美術館）
- 2007年　Born in HOKKAIDO　大地に実る、人とアート（北海道立近代美術館）
- 2007年　文化庁主催 「旅」展（国立新美術館）
- 2007年　「SLEEPERS 3.0」（第17回 東美特別展・東京美術倶楽部／彩鳳堂画廊）
- 2009年　武蔵野美術大学80周年記念展「絵の力 -絵の具の魔術-」(武蔵野美術大学)
- 2010年　「見つめる」野田弘志 × 大野廣子 × 諏訪敦 （川口市立アートギャラリー・アトリア）
- 2010年　功術　KOH-JYUTSU（スパイラルホール）
- 2010年　私の代表作（ホキ美術館）
- 2011年　手練～巧術其之貳　TEDARE KOH-JYUTSU 2（スパイラルホール）
- 2012年　軽井沢の風展　日本の現代アート1950 ― 現在（Karuizawa New Art Museum）
- 2012年　蠱惑～巧術其之参　KOWAKU KOH-JYUTSU3（スパイラルホール）
- 2012年　男性について （成山画廊）
- 2012年　企画の遊戯」'12 ~ '13 (高崎市美術館 / 旧井上房一郎邸)
- 2012年『共鳴／主張する個性～現代洋画家10人～』池口史子、入江観、大沼映夫、林敬二、佐藤泰生、櫃田伸也、小杉小二郎、酒井信義、青木敏郎(諏訪市美術館 )
- 2013年　27歳未満の女性について（成山画廊）
- 2013年　『Imago Mundi』 （イタリア / Fondazione Querini Stampalia）
- 2014年　Currents Japanese contemporary art」（James Christie Room）
- 2014年　The APBF Signature Art Prize 2014 候補作招待 (Singapore Art Museum)
- 2015年　横浜美術館 コレクション展 2015年度第3期「神話とヌード」（横浜美術館）
- 2016年　「NAKED MEN 1876～2016」（成山画廊）
- 2016年　コレクション展2015年度第3期「神話とヌード」 (横浜美術館)
- 2017年　「Portrait」 （ギャラリー小柳）
- 2017年　『楽天の日々』 出版記念展　 作家 古井由吉×装幀者 菊地信義×画家 諏訪敦 （ナカジマアート）
- 2017年　『ニッポンの写実　そっくりの魔力　Realism Art in Japan』 （北海道立函館美術館/豊橋市美術博物館/奈良県立博物館）
- 2017年　『コレクションのドア、ひらきます』 （東京ステーションギャラリー）
- 2017年　「たしかな心と眼」 ウィリアム・クライン × 大野慶人 × アノーニ（寺田倉庫G1ビル）
- 2018年　「日本人作家たち」（Museu Europeu d'Art Modern）
- 2018年　「めがねと旅する美術展」（青森県立美術館　島根県立石見美術館　静岡県立美術館）
- 2019年　『写実絵画のいまむかし』（笠間日動美術館 企画展示館）
- 2020年　コレクション・ハイライト＋特集「肖像（わたし）」 (広島市現代美術館)
- 2020年　札幌国際芸術祭 2020 （札幌）＊新型コロナ流行のため中止[1]